# Union nationale chrétienne pour la reconstruction d'Haïti
L'Union Nationale Chrétienne pour la Reconstruction d’Haiti est un parti politique haïtien. Il a présenté des candidats aux diverses élections législatives et présenté un candidat à l'élection présidentielle de 2006 et 2010.

## Historique
Le parti présenta comme candidat à la présidentielle du 7 février 2006, Jean Chavannes Jeune, qui obtint 5,6% des voix. L'Union Nationale Chrétienne pour la Reconstruction d’Haiti remporta 4,3% des votes pour les élections sénatoriales correspondant à l'élection de deux sénateurs, soit 12 sièges lors de l'élection législative. En 2010, Jean Chavannes Jeune se représenta aux élections générales haïtiennes de 2010-2011. Il obtint 1,80 % des voix.